# رافع الناصري
مؤسس الغرافيك وطرق الطباعة في معهد الفنون الجميلة في بغداد ومراكز فنية للمتخصصين بالحفر والطباعة في الأردن والبحرين.
واحد من أهم الفنانين العراقيين المعاصرين. ولد عام 1940 في تكريت. درس في معهد الفنون الجميلة في بغداد 1956 ـ 1959 وفي الأكاديمية المركزية في بكين، الصين 1959 ـ 1963 وتخصص في الغرافيك / الحفر على الخشب. في عام 1963، أقام أول معرض لأعماله في هونغ كونغ. بعد عودته إلى بغداد، درّس في معهد الفنون الجميلة في بغداد. كان فنّه في هذه الفترة واقعيا تشخيصيا. سافر إلى البرتغال في 1967 ودرس الحفر على النحاس في «غرافورا» لشبونة. وفي هذه الفترة اكتشف جماليات الحرف العربي وأدخلها في تكوينات تجريدية، كما اكتشف الأكرليك واستعمله بدلاً عن الألوان الزيتية.
بعد عودته إلى بغداد في 1969، أسس جماعة "الرؤية الجديدة" وضمت مجموعة من الفنانين العراقيين، منهم: الناصري وضياء عزاوي وهاشم السمرجي ومحمد مهر الدين وصالح الجميعي، بهدف جمع الفن والتراث برؤية جديدة وأكثر تحررا، وتبني قضايا سياسية واجتماعية تهم المجتمع العراقي والعربي.
وشارك في تأسيس تجمّع «البعد الواحد» مع شاكر حسن آل سعيد. أسس عام 1974 فرع الغرافيك في معهد الفنون الجميلة في بغداد، وتولى رئاسته حتى عام 1989، الذي تفرغ فيه لعمله الفني بعد أن أنشأ «المحترف».
ترك بغداد في عام 1991، ودرّس في جامعة إربد في الأردن. وساهم في 1993 بتأسيس محترف الغرافيك في دارة الفنون في عمّان، وأشرف عليه لبضعة سنوات. في 1997 درّس في جامعة البحرين وأصبح مديرا ً لمركز البحرين للفنون الجميلة والتراث. أقام في المنامة عام 1999 معرضه المهم «عشر سنوات... ثلاثة أمكنة».

## صفاته الفنية
وفق كتابه "رسام المشاهد الكونية"، فإن أسلوب الناصري الفني كان واقعيا، لكنه عقب رحلته إلى برشلونة، حيث أصبح على التماس مع الأساليب الفنية الغربية الحديثة وتعرف على أمزجتها وثورة مفاهيمها وتحطيم الشكل والخروج على التقاليد المتوارثة. انحاز الناصري للتجريد في استلهام موضوعاته وجاء اختياره نابعا من مخزونه الذهني وعشقه للأمكنة المنبسطة، وسعى لتجسيد قيم إنسانية مجردة كالجمال والحرية، لكن بعض أعماله خلال السنوات العشر الماضية عكست إحساسا عميقا بالوحدة والفجيعة فغدت ألوانه داكنة وانتشى بالأسود ليؤكد حضوره الطاغي.
بحسب طالبه خالد وهل فان الناصري كان دائما يستلهم الطبيعة ويأخذ عناصرها ويوظفها في أعماله توظيفا فنيا ذكيا، وقد لعبت الألوان بتدرجاتها دورا كبيرا كعناصر أساسية في تجربته الفنية التي أكدت أن اللون والكتل والفضاء تخلق عملا فنيا متميزا.
تأثر الناصري بطريقة الرسم الصيني التقليدي بحكم دراسته هناك، وتوظيفها بطابع وهوية عراقية.عمل بتدرج الحرف والتجريد وخاصة في مجموعته الأخيرة "النهر"

## المعارض
أقام رافع الناصري عددا كبيرا من المعارض الشخصية. شارك في معارض عربية مشتركة في بغداد وبيروت ودمشق والدّار البيضاء والمنامة وعمّان. كما شارك في كثير من المعارض العالمية في برلين ولشبونة ولندن وباريس ونيو دلهي وفردريك شتاد ووارشو وسيئول وساو باولو وجنيف ونورث تكساس. شـارك في لجان تحكيم عالمية وحصل على جوائز عالمية في سالزبورغ، النمسا، وفي كانيه سور مير، فرنسا، وفي فردريك شتاد، النرويج، وفي برلين، ألمانيا.
أما تجربته في الحفر والطباعة فقد استعارت من رسومه الواقعية عمق الخطوط وتحديداتها الصارمة للوجوه والأجساد، في تكوينات مجردة حرة يشكل الحرف العربي فيها عنصرا جوهريا في التكوين.
ومن كلماته في لوحته "رجل وامرأة": لا تلعن الظلام، أشعل شمعة، ثم ارسم رجلا وامرأة، في حالة حب، تستعد الحياة".

## البورتفوليو
نشر رافع الناصري عددا ً من المحفظات الفنية {بورتفوليو}:
1. تحولات الأفق، 1980،
2. ما بعد الأفق، 1982،
3. الخماسية الشرقية، 1989،
4. تحية إلى بغداد، 1989،
5. الخماسية الشرقية 2، 1994،
6. تحية إلى المتنبّي، 2006،
7. من تلك الأرض النائية، 2007،
8. مكتبة أضرمت بها النار 2007 ...

## كتب نشرها
1. رافع الناصري: «فن الغرافيك المعاصر»، المؤسسة العربية للدراسات والنشر، 1977،
2. رافع الناصري: «آفاق ومرايا ـ مقالات في الفن المعاصر»، المؤسسة العربية للدراسات والنشر2005.
3. رافع الناصري: «رحلتي إلى الصين»، المؤسسة العربية للدراسات والنشر 2012.

أعماله في كثير من المتاحف العربية والعالمية.

## كتب عنه
- الدكتور صباح الناصري (بمشاركة) مي مظفر: رافع الناصري، حياته وفنه، المؤسسة العربية للدراسات والنشر، 2010،
- مي مظفر: رافع الناصري، رسام المشاهد الكونية، المؤسسة العربية للدراسات والنشر، 2010.
- مي مظفر: السفر.كتاب متخصص ينطلق من العلاقة بين الأدب (الشعر خصوصاً)، والفن التشكيلي، مروراً بالفنون البصرية والسمعية عموماً. من بين هذه الندرة، يتناول سيرة حياتها مع الفنان العراقي العالمي الشهرة والمكانة رافع الناصري، سيرة تتناول كثيراً من تفاصيل العلاقة التي جمعتهما منذ اللقاء الأول (1970)، ثم زواجهما (1973)، وصولاً إلى رحيله الفاجع في ديسمبر (كانون الأول) 2013، وما بين التاريخين من حب وصخب وانتقالات في الزمان والأماكن، الأمر الذي يجعل من المستحيل الإلمام بتفاصيله، والاكتفاء بما هو "جوهر" الكتاب وروحه، روح كاتبته التي تتنقل بين الأسلوب السردي الشاعري وأدب الرحلة والمغامرة، بقدر كبير من السلاسة والعذوبة النادرين.
- مي مظفر: "أنا ورافع الناصري: سيرة الماء والنار"، المؤسسة العربية للدراسات والنشر، بيروت/ عمان.

## وفاته
انتقل إلى جوار به في عمان يوم 7 كانون الأول 2013م.
للمزيد من المعلومات: www.rafanasiri.com